# Ron Yeats
Ronald ‘Ron’ Yeats (ur. 15 listopada 1937 w Aberdeen, zm. 6 września 2024) – szkocki piłkarz i trener piłkarski. W latach 60. XX wieku był kapitanem Liverpoolu.

## Kariera klubowa
W 1961 roku został sprowadzony przez Billa Shankly’ego do Liverpoolu z Dundee United. Został kapitanem zespołu i poprowadził drużynę do awansu do najwyższej klasy rozgrywkowej. Zadebiutował 19 sierpnia 1961 roku w spotkaniu z Bristol Rovers.
Kiedy Yeats przybył do Liverpoolu, Shankly był pod tak wielkim wrażeniem warunków fizycznych swojego nowego zawodnika, że powiedział oczekującym dziennikarzom: „Ten facet jest wielki jak góra, idźcie do szatni i go obejrzyjcie”. Yeats został nazwany przez kibiców „Kolosem”. Shankly później stwierdził, że przyjście Yeatsa i napastnika Iana St. Johna (również w 1961 roku) było przełomowe w historii klubu.
Liverpool wygrał ligę w 1964 roku, a rok później po raz pierwszy w historii zdobył FA Cup, gdy w finale na Wembley pokonał Leeds United. Yeats był pełen radości gdy podnosił trofeum.
Yeats poprowadził Liverpool do kolejnego mistrzowskiego tytułu w 1966 roku i w tym okresie został dwa razy powołany do reprezentacji Szkocji. Gdy Liverpool przestał odnosić sukcesy, Shankly zdecydował się na budowanie nowego, młodego składu, więc Yeats musiał opuścić klub. Po rozegraniu 454 spotkań w barwach The Reds, Yeats podpisał kontrakt z Tranmere Rovers w 1971 roku. Później został trenerem tego zespołu.
W 1976 roku podpisał kontrakt z Los Angeles Skyhawks, gdzie spędził jeden sezon.
W 1977 roku został grającym trenerem Santa Barbara Condors. W sezonie 1977/78 powrócił do Liverpoolu, grał w Formby.
W 1986 roku został głównym scoutem Liverpoolu. W 2006 roku odszedł na emeryturę.

## Śmierć
W styczniu 2024 roku ogłoszono, że Yeats chorował na Alzheimera. Zmarł z powodu powikłań związanych z tą chorobą 6 września 2024 roku w wieku 86 lat.

## Statystyki
| Klub            | Sezon   | Liga    | Liga | FA Cup         | FA Cup         | Puchar Ligi | Puchar Ligi | Rozgrywki Europejskie | Rozgrywki Europejskie | Inne    | Inne | Razem   | Razem |
| Klub            | Sezon   | Występy | Gole | Występy        | Gole           | Występy     | Gole        | Występy               | Gole                  | Występy | Gole | Występy | Gole  |
| --------------- | ------- | ------- | ---- | -------------- | -------------- | ----------- | ----------- | --------------------- | --------------------- | ------- | ---- | ------- | ----- |
| Tranmere Rovers | 1973-74 | 36      | 2    | ?              | ?              | ?           | ?           | 0                     | 0                     | 0       | 0    | 36      | 2     |
| Tranmere Rovers | 1972-73 | 42      | 1    | ?              | ?              | ?           | ?           | 0                     | 0                     | 0       | 0    | 42      | 1     |
| Tranmere Rovers | 1971-72 | 18      | 3    | ?              | ?              | ?           | ?           | 0                     | 0                     | 0       | 0    | 18      | 3     |
| Liverpool FC    | 1970-71 | 12      | 1    | 2              | 0              | 0           | 0           | 2                     | 0                     | 0       | 0    | 16      | 1     |
| Liverpool FC    | 1969-70 | 37      | 3    | 6              | 0              | 2           | 0           | 3                     | 0                     | 0       | 0    | 48      | 3     |
| Liverpool FC    | 1968-69 | 39      | 2    | 4              | 0              | 3           | 0           | 2                     | 0                     | 0       | 0    | 48      | 2     |
| Liverpool FC    | 1967-68 | 38      | 2    | 9              | 0              | 2           | 0           | 6                     | 1                     | 0       | 0    | 55      | 3     |
| Liverpool FC    | 1966-67 | 40      | 2    | 4              | 0              | –           | –           | 5                     | 0                     | 1       | 0    | 50      | 2     |
| Liverpool FC    | 1965-66 | 42      | 2    | 1              | 0              | –           | –           | 9                     | 0                     | 1       | 0    | 53      | 3     |
| Liverpool FC    | 1964-65 | 35      | 0    | 8              | 0              | –           | –           | 9                     | 1                     | 1       | 0    | 53      | 1     |
| Liverpool FC    | 1963-64 | 36      | 1    | 5              | 0              | –           | –           | 0                     | 0                     | 0       | 0    | 41      | 1     |
| Liverpool FC    | 1962-63 | 38      | 0    | 6              | 0              | –           | –           | 0                     | 0                     | 0       | 0    | 44      | 0     |
| Liverpool FC    | 1961-62 | 41      | 0    | 5              | 0              | –           | –           | 0                     | 0                     | 0       | 0    | 46      | 0     |
| Klub            | Sezon   | Liga    | Liga | Puchar Szkocji | Puchar Szkocji | Puchar Ligi | Puchar Ligi | Rozgrywki Europejskie | Rozgrywki Europejskie | Inne    | Inne | Razem   | Razem |
| Klub            | Sezon   | Występy | Gole | Występy        | Gole           | Występy     | Gole        | Występy               | Gole                  | Występy | Gole | Występy | Gole  |
| Dundee United   | 1960-61 | 28      | 0    | 1              | 0              | 6           | 0           | 0                     | 0                     | 0       | 0    | 35      | 0     |
| Dundee United   | 1959-60 | 33      | 1    | 2              | 0              | 5           | 0           | 0                     | 0                     | 0       | 0    | 40      | 1     |
| Dundee United   | 1958-59 | 19      | 0    | 4              | 0              | 3           | 0           | 0                     | 0                     | 0       | 0    | 26      | 0     |
| Dundee United   | 1957-58 | 15      | 0    | 2              | 0              | 0           | 0           | 0                     | 0                     | 0       | 0    | 17      | 0     |
| Razem           |         | 550     | 19   | 59             | 0              | 21          | 0           | 36                    | 2                     | 3       | 1    | 669     | 22    |

## Sukcesy
Liverpool
- Football League Second Division: 1961-62
- Football League First Division: 1963-64, 1965-66
- FA Cup: 1964-65
- Tarcza Wspólnoty: 1964-65, 1965-66, 1966-67

Los Angeles Skyhawks
- American Soccer League: 1976